# Underwood (Minnesota)
Underwood es una ciudad ubicada en el condado de Otter Tail en el estado estadounidense de Minnesota. En el Censo de 2010 tenía una población de 341 habitantes y una densidad poblacional de 227,79 personas por km².

## Geografía
Underwood se encuentra ubicada en las coordenadas 46°17′10″N 95°52′30″O / 46.28611, -95.87500. Según la Oficina del Censo de los Estados Unidos, Underwood tiene una superficie total de 1.5 km², de la cual 1.49 km² corresponden a tierra firme y (0.35%) 0.01 km² es agua.

## Demografía
Según el censo de 2010, había 341 personas residiendo en Underwood. La densidad de población era de 227,79 hab./km². De los 341 habitantes, Underwood estaba compuesto por el 99.41% blancos, el 0.29% eran afroamericanos, el 0% eran amerindios, el 0% eran asiáticos, el 0% eran isleños del Pacífico, el 0% eran de otras razas y el 0.29% pertenecían a dos o más razas. Del total de la población el 0.59% eran hispanos o latinos de cualquier raza.

### Evolución demográfica
| 1920 | 1930 | 1940 | 1950 | 1960 | 1970 | 1980 | 1990 | 2000 | 2010 | est. 2015 |
| ---- | ---- | ---- | ---- | ---- | ---- | ---- | ---- | ---- | ---- | --------- |
| 258  | 308  | 353  | 336  | 314  | 278  | 332  | 284  | 319  | 341  | 336       |

## Localidades adyacentes
El diagrama siguiente presenta las localidades en un  radio de 24 km alrededor de Underwood.